# Vitten
Vitten is een plaats in de Deense regio Midden-Jutland, gemeente Favrskov, en telt 233 inwoners (2007).